# Тапанульский орангутан
Тапанульский орангутан (лат. Pongo tapanuliensis) — вид человекообразных обезьян рода орангутанов (Pongo) семейства гоминид; эндемик Суматры. Один из трёх существующих видов рода наряду с Pongo abelii и Pongo pygmaeus. Выделен в отдельный вид в 2017 году, став первым живущим представителем гоминид, описанным как новый вид с 1929 года, когда был описан Pan paniscus. 

## Открытие
Изолированная популяция орангутанов в лесу Батанг-Тору, Южное Тапанули, впервые была описана в 1997 году, но тогда не была признана как отдельный вид. Pongo tapanuliensis был определён как отдельный вид орангутанов в 2017 году после детального филогенетического исследования. В исследовании собраны генетические образцы 37 особей и проведён морфологический анализ 33 взрослых самцов орангутанов. Ключевым компонентом исследования был скелет взрослого самца, погибшего после ранения местными жителями в 2013 году; этот скелет позже был обозначен как голотип этого вида. Образец имеет отличительные физические свойства по сравнению с основной группой образцов, особенно с определёнными характеристиками черепа и зубов, и хранится в Зоологическом музее Богора. Генетическое исследование также показало, что популяцию Батанг-Тору следует рассматривать как отдельный вид, причём два образца, взятые из популяции, демонстрируют существенные отличия от других двух видов орангутанов.

## Описание

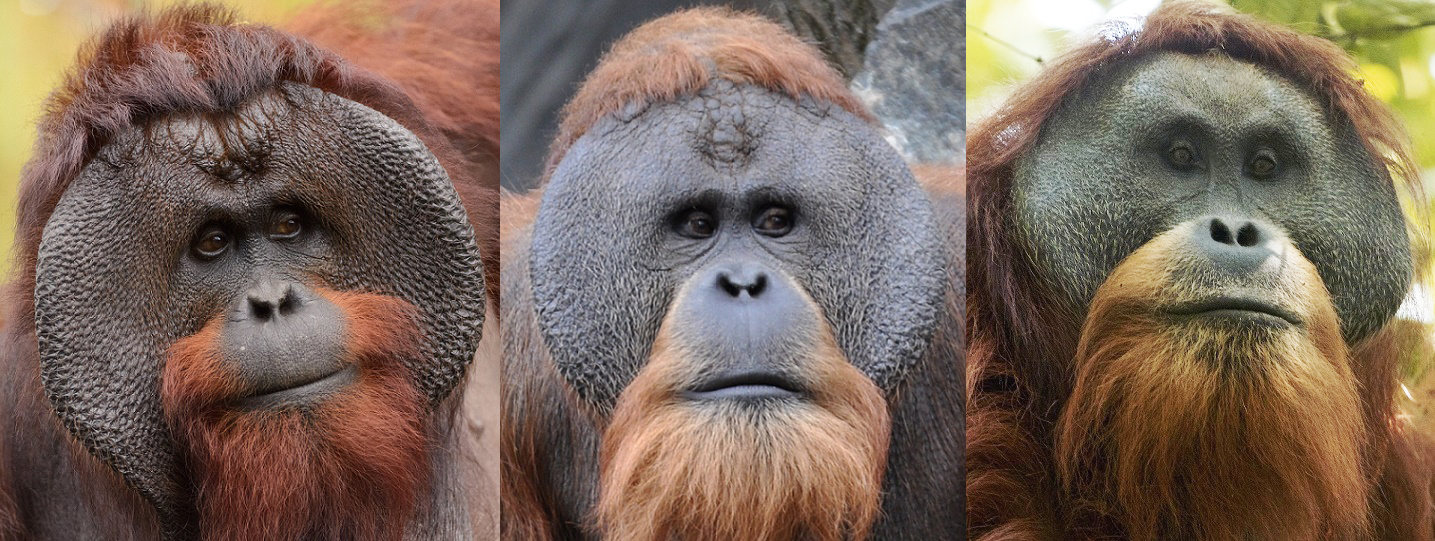
Самцы видов орангутана, слева направо: калимантанский, суматранский, тапанульский.

Pongo tapanuliensis, по строению тела и цвету шерсти, больше напоминают суматранских орангутанов, чем калимантанских, хотя ближе родственны последним. Они отличаются более вьющимися волосами, меньшей головой и более плоским лицом. У них заметные усы и плоские нащечные наросты, которые у доминантых самцов покрыты пушистой шерстью. Самки также имеют бороду в отличие от калимантанского орангутана. «Долгий рёв» самцов более высокий, чем у суматранских орангутанов, больше длится и содержит больше пульсаций, чем у калимантанских орангутанов. Их питание также уникально, они едят такую необычную пищу, как гусеницы и шишки.

## Филогения
Генетические исследования показали, что дивергенция Pongo tapanuliensis и Pongo abelii (суматранский орангутан) началась около 3 миллионов лет назад. Популяция стала более изолированной после извержения вулкана Тоба, которое произошло около 75 000 лет назад. Они продолжали спорадический контакт, который прекратился не менее 10—20 тысяч лет назад. Дивергенция Pongo tapanuliensis и Pongo pygmaeus (калимантанский орангутан) состоялась 670 тысяч лет назад. Орангутаны мигрировали по Сундаланду из Суматры на Калимантан во время четвертичного оледенения, когда уровень моря был ниже и острова были соединены сухопутным мостом. Считается, что нынешний ареал Pongo tapanuliensis максимально близок к тем территориям современной Индонезии, на которые предки орангутанов изначально вышли из материковой Азии.

## Ареал
Обитает в тропических и субтропических влажных широколиственных лесах, расположенных к югу от озера Тоба, Суматра. Площадь ареала около 1000 км² на высоте от 300 до 1300 метров над уровнем моря. Расстояние между ареалами Pongo tapanuliensis и Pongo abelii всего 100 км.

## Угроза выживанию
При численности в менее 800 особей, популяция тапанульских орангутанов является самой маленькой среди всех больших человекообразных обезьян. В связи с этим вид находятся под угрозой исчезновения, хотя Международный союз охраны природы ещё не давал свою оценку. Угрозами для существования вида являются вырубка леса, охота, конфликты с людьми, торговля дикими животными, гидроэнергетический проект в пределах их обитания. Инбредная депрессия также вероятна ввиду небольшого размера популяции и фрагментированного ареала, признаки инбридинга очевидны.